# بلین (میسیسیپی)
بلین (به انگلیسی: Blaine) یک منطقهٔ مسکونی در ایالات متحده آمریکا است که در شهرستان سانفلاور، میسیسیپی واقع شده‌است. بلین ۳۸ متر بالاتر از سطح دریا واقع شده‌است.